# Samanea inopinata
Samanea inopinata är en ärtväxtart som först beskrevs av Hermann August Theodor Harms, och fick sitt nu gällande namn av Rupert Charles Barneby och James Walter Grimes. Samanea inopinata ingår i släktet Samanea och familjen ärtväxter. Inga underarter finns listade i Catalogue of Life.